# Goudstraat (Gent)
De Goudstraat is een straat in de Waterwijk in Gent, van de Ottogracht/Krommewal tot de Minnemeers. Deze straat ontstond aan het eind van de 13de eeuw, na de uitbreiding van Gent met het gebied tussen de Ottogracht (de oude noordelijke grens van Gent) en de Nieuwe Leie (gegraven tussen Krommewal en Nieuwbrugkaai).
De huizen met nummer 8-12 vormen samen met alle huizen met oneven nummers en de even nummers 2-26 in de Sint-Katelijnestraat) en de huizen in de Gelukstraat 17-25 een beschermd stadsgezicht.

## Beschrijving
De oorspronkelijke naam van de straat was Minnestraat, en verwees net zoals Minnemeers en het nu verdwenen Meerminbrugje naar "meermin"/"meerman", een plaatselijke waterduivel of kwelgeest.
In 1500 veranderde de naam naar Goudstraat. De reden daarvoor is onbekend, en in ieder geval werkten of woonden er geen goudsmeden.
Van het begin van de 15de eeuw tot het eind van de 18de eeuw beheerste het klooster van de Arme Klaren de straat, van de hoek met de Ottogracht tot aan de Willem De Beersteeg. Het gebouw werd gedeeltelijk gesloopt in 1787, elementen ervan werden opgenomen in een breedhuis op de huidige nummers 1-15.
Vanaf de jaren 1980 worden een aantal huizen in de straat gerestaureerd, onder meer het hoekhuis met de Sint-Katelijnestraat op nr. 12, en de huisjes op nr. 18-20 die één woonst werden.

## Opmerkelijke gebouwen
- nr. 1-15: breedhuis, 1787
- nr. 8: enkelhuis in Gentse Empirestijl, begin 19de eeuw
- nr. 10: huis met dubbelhuisopsand, 17de eeuw
- nr. 12: hoekhuis met de Sint-Katelijnestraat, 17de eeuw
- nr. 18-20: dubbelhuisje en enkelhuis, allebei 16de eeuw
- nr. 21-23: hoekhuis, 17de eeuw

De huizen op nummers 6, 8, 10 en 12 zijn beschermde monumenten.

## Bekende inwoners
- Sint-Coleta stichtte in de straat het Monasterium Bethlehem. Ze stierf er op 6 maart 1447.
- Filips van Artevelde woonde van 1370 tot zijn dood in 1382 in de huidige nummers 35 en 37.